# Hysterocrates gigas
Hysterocrates gigas es una especie de araña que pertenece a la familia Theraphosidae (tarántulas). Es una especie endémica de Camerún. También conocida como cameroon baboon es una de las pocas arañas que pueden bucear.
Su veneno es fuerte pero no es peligroso para los humanos aunque puede provocar dolor local, espasmos musculares y otros efectos secundarios.
Es una araña de carácter agresivo por lo cual si se opta como mascota hay que tener ciertas precauciones a la hora de alimentarla y limpiar su terrario.